# 里尔新教教堂

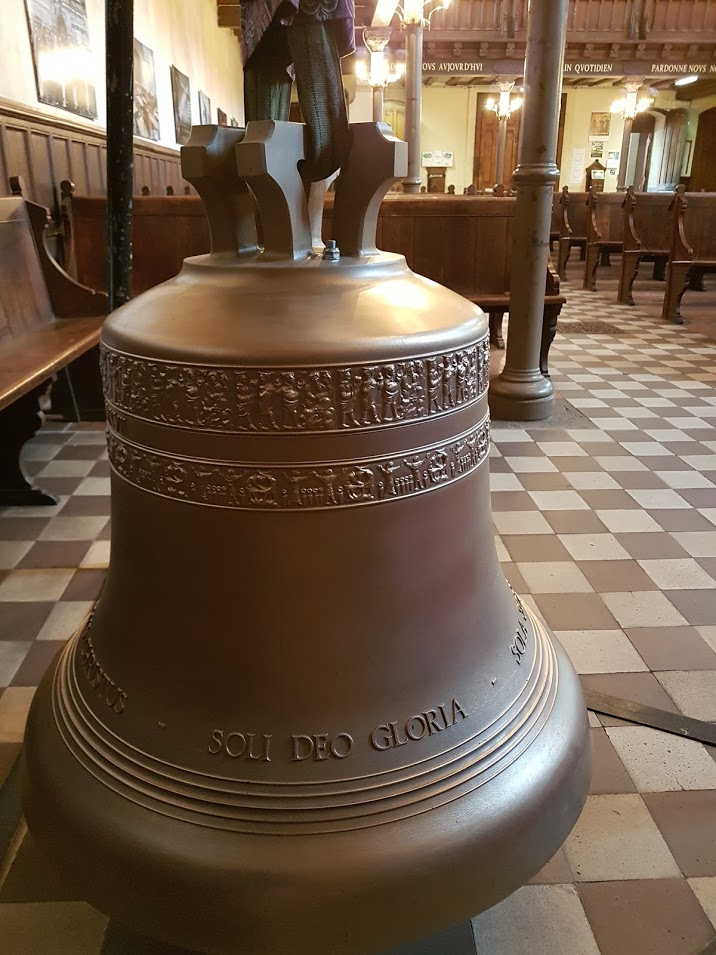
2017年，在宗教改革500周年之际，安装的新钟

里尔新教教堂（Temple protestant de Lille）是法国北部省里尔的一座新教教堂，位于圣殿广场（place du Temple）。
服务此处的地铁站是共和国-美术馆站（République - Beaux-Arts）。

## 历史
大革命以后出现的里尔的第一个新教礼拜场所，设于费德贝街（rue Faidherbe）好儿子之家（maison des Bons-Fils）的小堂。该建筑于1868年拆除。随后，里尔市授予一块土地，该地块位于里尔市扩张后正在开发的新区，即里尔的"拉丁区"，这里兴建了里尔圣弥额尔堂（église Saint-Michel）、里尔大学和里尔犹太会堂。
这块土地打算建造一座新教堂、一栋牧师楼、一个济贫院和一所学校。为建造新教堂举行了设计竞赛，规定必须有带钟楼的门廊、砖砌墙体、外立面石材贴面，容量为 800 个座位。1868年7月，斯特拉斯堡建筑师阿尔方斯·罗德勒赢得了设计竞赛。1871年11月1日举行献堂仪式，但直到1875年才竣工。
2010年，里尔新教教堂列入法国历史遗迹名录。

## 建筑

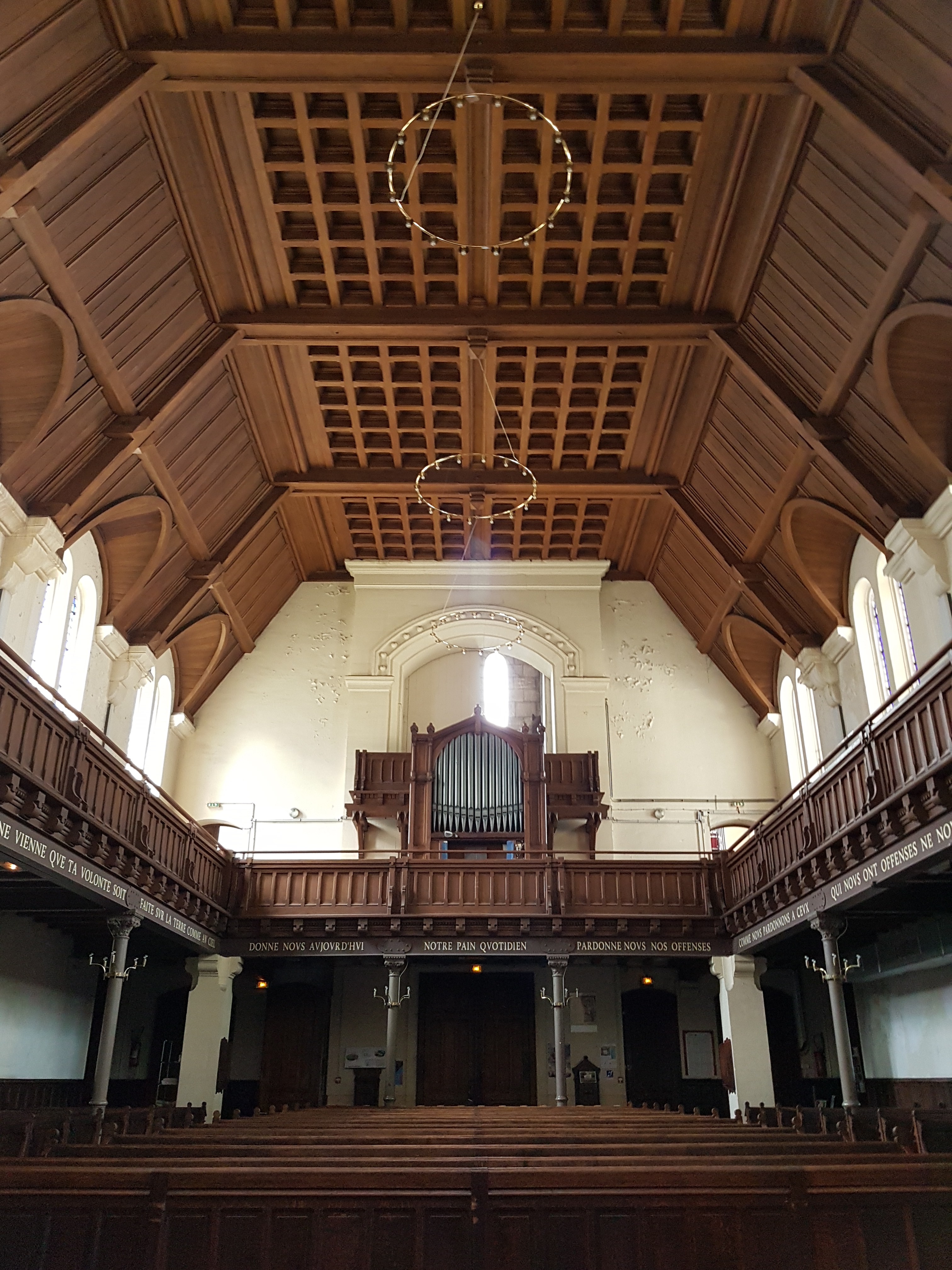

该堂拥有一座宏伟的石砌钟楼，最初顶部是木质尖顶，后来代之以坚固的石质尖顶。丰富的装饰均集中于钟楼及门廊。建筑的其余部分均用砖块砌筑。
最初，钟楼配有直径为100厘米、重约600公斤的铸铁钟。后来代之以直径为85厘米，350公斤重的青铜钟，以减轻建筑的压力。2017年11月5日，在庆祝宗教改革500周年之际，该堂信徒认购了五口新钟，体现宗教改革“五个唯独”的基本精神：
- “唯独信心”（Sola Fide）
- “唯独恩典”（Sola Gratia）
- “唯独圣经”（Sola Scriptura）
- “唯独基督”（Solus Christus）
- “唯独把荣耀归给上帝”（Soli Deo Gloria）。

## 使用
该堂产权归里尔市所有，交给新教教会用于宗教用途。主日上午10：30举行礼拜仪式。 